# Nemesea
Nemesea è un gruppo musicale olandese formato nel 2002 a Groningen. Inizialmente dediti al symphonic gothic metal, si sono poi spostati verso l'alternative rock e il rock elettronico.

## Storia
Il gruppo fu fondato dalla cantante Manda Ophuis e dal chitarrista Hendrik Jan de Jong nel settembre 2002. Nell'aprile del 2003 la band ebbe la sua prima performance come supporto per gli After Forever e rimase supporto di questa band per un anno. Hanno attirato l'interesse di una casa discografica e, nel novembre 2003, hanno firmato per la casa editrice olandese Ebony Tears. Nel novembre 2004 i Nemesea pubblicarono il loro album di debutto, Mana (che significa la magica forza delle cose, data dagli dei) e in seguito girarono l'Olanda e il Belgio fino al dicembre 2005. In questo periodo si sono affermati nella scena del genere gothic/symphonic metal del Nord Europa. Per il loro secondo album, i Nemesea hanno avuto colloqui con alcune delle maggiori case discografiche, ma successivamente decisero di aderire al sito web olandese Crowdsourcing Sellaband. È stata la prima band a incassare più di 50000 $ da parte dei fan, e l'album, intitolato In Control, è stato pubblicato il 21 giugno 2007. Si tratta di un album che abbandona totalmente il symphonic gothic metal degli esordi e sperimenta col rock e la musica elettronica. Il 26 ottobre 2007 è stato fatto un accordo di distribuzione con la Rough Trade Records per portare il nuovo album nei negozi di musica nel Benelux. Inoltre la band firmò un accordo con l'agente olandese della AT Productions e trovò un nuovo manager, David Arden, fratello di Sharon Osbourne ed ex manager di James Brown. La band ha recentemente annunciato che sono in fase di mixaggio di un album live chiamato Pure live @ P3, pubblicato il 7 settembre 2009. Nel 2011 viene pubblicato il terzo album The Quiet Resistance.
Il 28 gennaio 2016, viene annunciato, tramite un breve trailer, Uprise, quarto album in studio del gruppo, pubblicato il 29 aprile 2016 dalla Napalm Records.
Il 1º agosto 2016 viene dato l'annuncio che la cantante Manda Ophuis ha lasciato il gruppo. Il 19 maggio 2017 il gruppo presenta Sanne Mieloo come nuova cantante e pubblica il singolo Dance in the Fire.

## Formazione

### Formazione attuale
- Sanne Mieloo – voce (2017-presente)
- Hendrik Jan de Jong – chitarra (2007-presente)
- Lasse Dellbrugge – tastiere (2007-presente)
- Sonny Onderwater – basso (2002-presente)
- Steven Bouma – batteria (2006-presente)

### Ex componenti
- Manda Ophuis – voce (2002-2016)
- Berto Booijink – tastiere (2002-2007)
- Martijn Pronk – chitarra (2002-2007)
- Chris Postma – batteria (2002-2005)
- Sander Zoer – batteria (2005-2006)
- Mc Imonic Lee Hocklov – cori (2007)

## Discografia

### Album in studio
- 2004 – Mana
- 2007 – In Control
- 2011 – The Quiet Resistance
- 2016 – Uprise
- 2019 – White Flag

### Album dal vivo
- 2009 – Pure: Live @ P3